# Sence Niverona
Sence Niverona je fantazijski roman pisateljice Mariše Ogris.

## Zgodba
Dogajanje je postavljeno v deželo med dvema državama, južnim Aneitskim kraljestvom in severnim Reghrunom, ki je v zgodbi pod vojaško diktaturo. Protagonist zgodbe je Elling, vojaški rekrut iz Aneitkskega kraljestva, ki je odraščal v odročni gorski vasi.